# Albrecht Hege
Albrecht Hege (* 9. Mai 1917 in Karlsruhe; † 16. August 2017 in Heilbronn) war ein deutscher evangelischer Theologe und Pfarrer der Evangelischen Landeskirche in Württemberg.

## Leben und Wirken
Albrecht Hege war der älteste Sohn des Landwirts und Pflanzenzüchters Hans Hege. Seine Mutter Julie Hege, geborene Barth, war die Tochter des Politikers Albert Barth. Sein jüngerer Bruder ist der Landwirt, Pflanzenzüchter und Maschinenbauer Hans-Ulrich Hege, seine jüngere Schwester war die Schriftstellerin Charlotte Hofmann-Hege.
Er studierte Evangelische Theologie an der Eberhard-Karls-Universität in Tübingen und wurde dort im Jahr 1939 mit einer Dissertation über den Theologen und Humanisten Hans Denck promoviert. Nach seiner Entlassung aus sowjetischer Kriegsgefangenschaft begann er 1945 seine berufliche Laufbahn als Stadtvikar in Schainbach bei Crailsheim. Danach war er Stiftsrepetent am Evangelischen Stift in Tübingen und ab 1947 Pfarrer in Ingelfingen im Hohenlohekreis.
Im Jahr 1953 wurde Albrecht Hege zum ersten württembergischen Landespfarrer für kirchliche Bauernarbeit an der Ländlichen Heimvolkshochschule in Waldenburg-Hohebuch ernannt, die von seinem Vater gegründet worden war. 1959 wurde er Prälat der Prälatur Heilbronn und war damals mit 42 Jahren der jüngste Prälat in Württemberg. Kraft seines Amtes war er Mitglied im Kollegium des Oberkirchenrats und ab 1969 auch theologischer Stellvertreter des württembergischen Landesbischofs. Zudem gehörte er dem deutschen Exekutivkomitee des Lutherischen Weltbundes an. Er war Mitbegründer der Evangelischen Tagungsstätte Löwenstein und ehrenamtlicher Vorsitzender der diakonischen Paulinenpflege Winnenden, zudem Verwaltungsrat des Evangelischen Diakoniewerks Schwäbisch Hall. Der Landesbauernverband ehrte ihn mit der Goldenen Ähre und die Diakonie mit dem Goldenen Kronenkreuz. Im Jahr 1985 trat Albrecht Hege in den Ruhestand.
Hege war dreimal verheiratet und musste dreimal den Tod der Ehefrau verkraften. Er hatte vier Kinder.
Anlässlich des 100. Geburtstags Heges am 9. Mai 2017 würdigte der württembergische Landesbischof Frank Otfried July ihn als „Persönlichkeit, die Maßstäbe gesetzt hat mit theologischer Reflexion, Frömmigkeit und Engagement für Fragen der Landwirtschaft, der Diakonie und Bildung“. Im Alter von 100 Jahren starb er im August 2017 zuhause in Heilbronn.